# 科莱桑尼塔
科莱桑尼塔（義大利語：Colle Sannita），是意大利贝内文托省的一个市镇。总面积36.99平方公里，人口2732人，人口密度73.9人/平方公里（2009年）。ISTAT代码为062025。